# Żlebińska Przełęcz
Żlebińska Przełęcz – płytko wcięta przełęcz w północno-wschodniej grani Płaczliwej Skały w Tatrach Bielskich na Słowacji. Nazwę przełęczy wprowadził Władysław Cywiński w przewodniku Tatry i podaje jej wysokość ok. 1270 m. Mapa Polkartu podaje wysokość 1265 m. Przełęcz znajduje się pomiędzy Żlebińskimi Turniami (1401 m) na południu, a Wielkim Reglem (ok. 1310 m) na północy. Stoki  zachodnie opadają do Polany pod Żlebiną, wschodnie do górnej części Doliny Ptasiowskiej. Rejon przełęczy i obydwa jej stoki porasta las, ale w 1997 r. w dużym stopniu były to wiatrołomy.
Rejon przełęczy jest dużym węzłem komunikacyjnym. Na przełęczy krzyżują się z sobą 4 ścieżki, a w odległości około 200 m od przełęczy są dwa następne skrzyżowania ścieżek. Można tutaj dojść ścieżkami m.in. z Polany pod Żlebiną i z Ptasiowskiej Polanki.